# Pfeilstorch

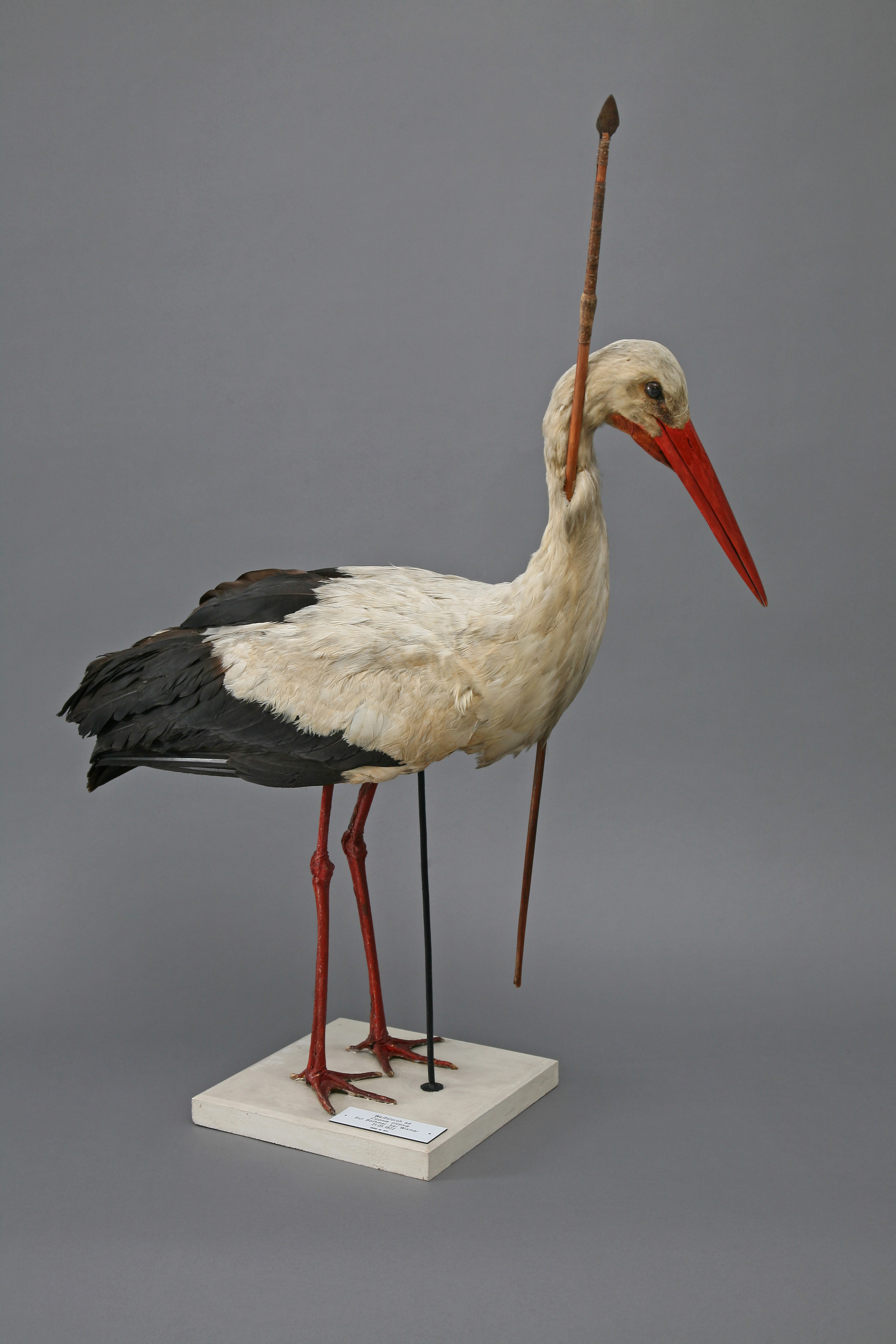
Rostocker Pfeilstorch – bocian przebity strzałą, stanowiący część kolekcji zoologicznej Uniwersytetu w Rostocku (2008)

Pfeilstorch (niem. bocian przebity strzałą) – bocian biały, który został trafiony strzałą podczas lotu do Afryki i który wrócił z nią do Europy. Do 2003 roku znanych było około 25 takich ptaków.
Pierwszym Pfeilstorchem był bocian, znaleziony w 1822 roku niedaleko niemieckiego miasta Klütz. Jego ciało przebite było 75-centymetrową włócznią, pochodzącą z Afryki Środkowej. Ptak został wypchany i stał się częścią kolekcji zoologicznej Uniwersytetu w Rostocku.
Pfeilstorch stał się kluczem dla zrozumienia zjawiska migracji ptaków. Wcześniej uważano między innymi, że bociany, jaskółki i inne ptaki spędzają zimę zakopane w błocie.